# Poroinița
Poroinița – wieś w Rumunii, w okręgu Mehedinți, w gminie Rogova. W 2011 roku liczyła 211 mieszkańców.